# Book of Dreams
Book of Dreams (em português:  Livro dos Sonhos) é um romance autobiográfico experimental do poeta beat americano Jack Kerouac publicado em 1960, sendo composto por fragmentos do diário de sonhos que o autor manteve de 1952 a 1960. No livro, Kerouac tenta dar continuidade à trama dos personagens a partir da perspectiva de como os encontra oniricamente.

## Contexto
O livro dos sonhos foi facílimo de escrever — quando acordava, depois de horas de sono, ficava simplesmente deitado 'vendo' os quadros que se desfaziam aos poucos, como fins de cena de um filme, para se refugiarem nos recessos do meu subconsciente [...] Assim, logo levantava da cama, com os ossos moídos e os olhos inchados, para rabiscá-los rapidamente na agenda, até esgotar todos os detalhes possíveis — escrevendo sem parar, de modo que o subconsciente pudesse manifestar a sua própria linguagem, isto é, de forma ininterrupta, fluente e agitada.
Baseado na premissa de indução de manifestações do subconsciente, Jack Kerouac aborda a confecção do livro com a técnica de: "Ao anotar os sonhos, repare na maneira como a cabeça sonhadora inventa". Book of Dreams é um romance estilisticamente desleixado espontâneo e fluido, como grande parte da escrita de Kerouac, de modo que sintetiza parte de sua visão autoral e método de escrita (prosa espontânea, como em On the Road (1957), no contexto da geração beat.